# Filippo Guadagnoli
Filippo Guadagnoli (vers 1596 à Magliano - 27 mars 1656 à Rome) est un orientaliste italien.

## Biographie
Filippo Guadagnoli naquit à Magliano, dans l’Abruzze ultérieure, vers 1596. Après avoir achevé ses études, il entra dans la congrégation des clercs réguliers mineurs, et fit profession à Rome en 1612. Il a étudié les langues orientales dont le grec, l’hébreu, le chaldéen, le syriaque, le persan et l’arabe. Jean-Pierre Niceron nous apprend qu’il l’enseigna pendant plusieurs années à Rome dans le collège de la Sapience, et qu’il prononça un discours en arabe, le 14 janvier 1656, en présence de la reine Christine de Suède. Guadagnoli mourut à Rome le 27 mars 1656.

## Œuvres
- Apologia pro christiana religione, qua… respondetur ad objectiones Ahmed filii Zin alabedin, etc., Rome, 1631, in-4°. Voici à quelle occasion l’auteur composa cet écrit : le P. Jérôme Xavier avait composé, probablement en langue persane, sous le titre de Miroir montrant la vérité, un ouvrage en faveur de la religion chrétienne. Un Persan d’Ispahan entreprit de le réfuter en faveur de l’islamisme, et d’attaquer les principaux dogmes du christianisme. C’est aux objections et aux raisonnements de ce Persan Ahmed, fils de Zein el-abédin, que Guadagnoli répond dans cette Apologie, divisée en quatre parties. Dans la première, il prouve la sainteté de l’Ancien et du Nouveau Testament par l’autorité des pontifes, des conciles et des Pères de l'Église, par le témoignage même de l’Alcoran et des écrivains musulmans ; dans la seconde, il prouve que l’Alcoran n’a jamais été la loi de Dieu. Enfin, dans les deux dernières parties, il établit la vérité de la sainte Trinité et la divinité de Jésus-Christ. Cet ouvrage fut sans doute trouvé digne de son but, puisque l’auteur en fit une traduction arabe, qui parut en 1637, in-4°.
- Breves arabicæ linguæ institutiones, Rome, 1642, in-fol. Plusieurs orientalistes avaient, avant Guadagnoli, donné les règles de la grammaire arabe ; mais il voulut compléter le vide que laissaient encore leurs ouvrages, et il entreprit ses institutions sur un plan plus étendu : ainsi il traite des règles nécessaires à la lecture et à l’écriture, des parties du discours, de la syntaxe et de la prosodie ; de plus il offre une courte chrestomathie, composée de vers d’Ali, de specimen de l’Alcoran, etc.

Enfin Guadagnoli a beaucoup contribué à la traduction arabe de la Bible imprimée à Rome en 1671, 3 vol. in-fol. Il avait laissé en manuscrit un Dictionnaire arabe, d’autres ouvrages indiqués par Leone Allacci dans ses Apes Urbanae.